# Волшвілл (Іллінойс)
Волшвілл (англ. Walshville) — селище (англ. village) в США, в окрузі Монтгомері штату Іллінойс. Населення — 61 особа (2020).

## Географія
Волшвілл розташований за координатами 39°4′8″ пн. ш. 89°37′8″ зх. д. / 39.06889° пн. ш. 89.61889° зх. д. (39.068974, -89.618933).  За даними Бюро перепису населення США в 2010 році селище мало площу 0,66 км², уся площа — суходіл.

## Демографія
Згідно з переписом 2010 року, у селищі мешкали 64 особи в 26 домогосподарствах у складі 15 родин. Густота населення становила 97 осіб/км².  Було 29 помешкань (44/км²).
Расовий склад населення:
| - 90,6 % — білих - 9,4 % — чорних або афроамериканців |

До двох чи більше рас належало 0,0 %. Частка іспаномовних становила 0,0 % від усіх жителів.
За віковим діапазоном населення розподілялося таким чином: 21,9 % — особи молодші 18 років, 71,8 % — особи у віці 18—64 років, 6,3 % — особи у віці 65 років та старші. Медіана віку мешканця становила 39,5 року. На 100 осіб жіночої статі у селищі припадало 120,7 чоловіків;  на 100 жінок у віці від 18 років та старших — 127,3 чоловіків також старших 18 років.
Середній дохід на одне домашнє господарство  становив 50 325 доларів США (медіана — 41 250), а середній дохід на одну сім'ю — 56 500 доларів (медіана — 62 813). За межею бідності перебувало 31,7 % осіб, у тому числі 66,7 % дітей у віці до 18 років та 0,0 % осіб у віці 65 років та старших.
Цивільне працевлаштоване населення становило 16 осіб. Основні галузі зайнятості: будівництво — 37,5 %, освіта, охорона здоров'я та соціальна допомога — 31,3 %, сільське господарство, лісництво, риболовля — 12,5 %, транспорт — 6,3 %.